# Relation de Hertz-Knudsen
La relation de Hertz-Knudsen donne le débit massique de matière pour un changement de phase liquide-gaz (évaporation, condensation) ou solide-gaz (sublimation et phénomène inverse). Elle a été ainsi nommée pour les travaux de Heinrich Hertz (1882) et Martin Knudsen (1909). Le nom d'Irving Langmuir est parfois associé aux deux premiers.

## Phénoménologie du changement de phase
Le phénomène fait intervenir :
- le milieu gazeux au voisinage de l'interface. On se placera ici dans le cas d'un gaz pur que l'on caractérise au niveau microscopique. Même si l'on néglige les degrés de liberté autres que la translation, le problème est compliqué par la méconnaissance a priori de la distribution des vitesses, laquelle se calcule dans le cas général par résolution de la couche de Knudsen. On se place dans le cas le plus simple où cette distribution suit la loi de Maxwell à la température de l'interface. Le flux massique incident est alors donné par l'expression

{\displaystyle f_{+}=p{\sqrt {\frac {M}{2\pi RT}}}}
où :
p est la pression,
M est la masse molaire du gaz,
R la constante universelle des gaz,
T la température.
- la collision gaz solide. Celle-ci n'est accessible qu'à une approche de type dynamique moléculaire. On se contente pour établir la loi de caractériser la collision par une probabilité {\displaystyle \alpha } (en anglais "sticking coefficient") de conduire à une adsorption.
- l'émission du gaz à partir de l'interface. Là aussi on se contente d'une approche phénoménologique. On suppose que les particules gazeuses émises suivent elles aussi la statistique de Maxwell. L'expression du flux émis sera donc :

{\displaystyle f_{-}=P{\sqrt {\frac {M}{2\pi RT}}}}
où P est une quantité inconnue analogue à une pression. Cette constante sera déterminée par le fait que le débit total doit être nul à l'équilibre où la pression est égale à la pression de vapeur saturante {\displaystyle p_{s}}. On en déduit que
{\displaystyle P=\alpha p_{s}}
D'où la loi de Hertz-Knudsen donnant le flux massique de gaz formé :
{\displaystyle f=\alpha \;{\sqrt {\frac {M}{2\pi RT}}}\,(p_{s}-p)}
Des expressions plus précises prenant en compte par exemple l'écart de température entre le gaz et l'interface ont été élaborées.

## Coefficients d'adsorption ou d'évaporation
Ces quantités peuvent prendre des valeurs comprises dans une large plage, d'une valeur proche de l'unité pour les métaux à des valeurs de l'ordre de 0,01 pour des liquides.